# Hutîșce, Zolociv
Hutîșce (în ucraineană Гутище) este un sat în comuna Sasiv din raionul Zolociv, regiunea Liov, Ucraina.

## Demografie
Componența lingvistică a localității Hutîșce
     Ucraineană (100%)
Conform recensământului din 2001, toată populația localității Hutîșce era vorbitoare de ucraineană (100%).